# Harelbeke-Antwerpen-Harelbeke 1959
Harelbeke–Antwerpen–Harelbeke 1959 was de tweede editie van de wielerklassieker E3 Harelbeke en werd verreden op 17 mei 1959. Het parcours was 214km lang. Norbert Kerckhove won de koers. Harelbekenaar Nobert Vantieghem eindigde derde. De aankomst lag aan de Veldstraat.